# Даша Радосављевић
Даша Радосављевић (Крагујевац, 14. јун 1996) је српска играчица и прва пратиља Мис Србије 2014. и представљала је своју земљу на избору за Мис универзума 2015. године.

## Биографија
Радосављевићева се активно бавила плесним спортом у плесном клубу "Фиеста". Учествовала је на Светском првенству у спортском плесу са осам година, такмичећи се у категорији диско плеса. Има више државних и балканских титула на овој манифестацији. 
Радосављевићева је крунисана за прву пратиљу Мис Србије 2014. где је представљала град Крагујевац. У међувремену, Марија Ћетковић је крунисана за Мис Србије 2014. и представљала је Србију на Мис света 2015. године. Према правилима такмичења за Мис Србије, победница представља Србију на Мис света, а прва пратиља представља Србију на Мис универзума.
Као победница Мис Универзума Србије, Радосављевићева је представљала Србију на избору за Мис Универзума 2015. али је остала непласирана.
Сада живи у САД.